# Mikaela Shiffrin
Pour les articles homonymes, voir Shiffrin.
Mikaela Shiffrin, née le 13 mars 1995 à Vail dans le Colorado, est une skieuse alpine américaine, double championne olympique, octuple championne du monde, seule skieuse de l'histoire à compter quatre titres mondiaux gagnés d'affilée dans une discipline, quintuple gagnante du classement général de la Coupe du monde, recordwoman du nombre de premières places en slalom et de victoires en une saison sur le circuit mondial, tous sexes confondus et désormais depuis 2025, comptant 101 victoires en Coupe du monde, détentrice du record absolu de succès hommes et femmes et de podiums (plus de 155). Elle peut désormais être considérée comme la plus grande skieuse de l'histoire du ski alpin.
D’abord spécialiste des disciplines techniques (slalom et slalom géant), elle se montre par la suite plus polyvalente, en remportant également des épreuves de Coupe du monde en vitesse et en combiné. Elle devient en décembre 2018 la septième femme à compter au moins une victoire dans les cinq disciplines du ski alpin, et la première à y ajouter des succès dans des épreuves disputées en slalom parallèle. Elle détient également un record de huit petits globes du slalom, une discipline où elle totalise 64 victoires, le plus grand nombre de succès hommes et femmes confondus pour une discipline.
Elle participe à sa première course en Coupe du monde dans le géant de Špindlerův Mlýn le 11 mars 2011 alors qu'elle a encore 15 ans, s'adjuge son premier titre mondial du slalom à 17 ans, à Schladming en 2013, puis devient  en 2014 à Sotchi à 18 ans et 345 jours la plus jeune championne olympique dans la discipline. Elle remporte une deuxième médaille d'or quatre ans plus tard à Pyeongchang en s'imposant dans le slalom géant. Mikaela Shiffrin est en 2018 la première skieuse à signer quinze victoires dans une année civile, et à avoir gagné plus de 50 courses à 23 ans.
La saison 2018-2019 est la meilleure de sa carrière, avec un nouveau record tous sexes confondus de dix-sept victoires dans l'hiver dont huit en slalom en étant présente sur la totalité des podiums de la discipline, trois médailles aux championnats du monde 2019 dont sa première en or dans une épreuve de vitesse (le Super G) à laquelle s'ajoute un quatrième titre consécutif record en slalom, un troisième gros globe de cristal consécutif remporté à sept courses de la fin, trois petits globes (son sixième du slalom et ses premiers du slalom géant et du Super G), en étant seulement la 3e en ski alpin (après Hermann Maier en 2000 et Tina Maze en 2013) à dépasser la barre des 2 000 points au classement général, avec une moyenne de 85 points par course disputée, la plus haute jamais atteinte sur un hiver. Elle est par ailleurs la première, tous sexes confondus, à gagner plus d'un million de francs suisses en primes de résultats (Prize Money) au cours de cette même saison.
Au cours de la saison 2019-2020, Mikaela Shiffrin s'impose dans quatre disciplines (slalom, géant, descente et Super G) et occupe largement la première place du classement général lorsque son père Jeff décède le 3 février, ce qui entraîne son absence prolongée du circuit international. Elle est ainsi dépassée par Federica Brignone. Alors qu'elle s'apprête à revenir en course mi-mars, la pandémie de Covid-19 provoque les annulations en série de toutes les épreuves restant à disputer. En conséquence, Mikaela Shiffrin ne remporte aucun trophée durant cet hiver, le gros globe et celui du slalom géant revenant à Brignone, et le trophée du slalom à  Petra Vlhová. Elle atteint par la suite les 100 podiums à l'âge de 25 ans. Lors des championnats du monde 2021 à Cortina d'Ampezzo, Mikaela Shiffrin remporte son sixième titre mondial en s'adjugeant pour la première fois la médaille d'or du combiné alpin. En quatre épreuves disputées dans ces Mondiaux, elle monte quatre fois sur le podium, mais sa série de quatre victoires consécutives en slalom s'interrompt puisqu'elle doit se contenter du bronze dans la discipline à Cortina.
Au cours d'un hiver de « reconstruction » moral et physique en 2020-2021, elle ne s'aligne pas dans les épreuves de vitesse, remporte trois victoires (une en slalom géant, deux en slalom), multiplie les podiums et termine 4e du classement général, ainsi que 2e des classements des deux disciplines techniques. De retour en descente et super-G pour la saison 2021-2022, elle prend le pari de disputer toutes les épreuves des Jeux olympiques de Pékin, mais elle connait l'échec, sortant après quelques portes en slalom, dans le géant, et dans le slalom du combiné, termine loin en descente et en Super-G, avant d'être battue par la Norvège avec la formation américaine dans le match pour la troisième place de la compétition mixte par équipes. Toutefois, elle conclut sa saison en remportant le gros globe de cristal pour la quatrième fois, égalant le total de sa compatriote Lindsey Vonn.
Repartie sur un rythme élevé lors de la saison 2022-2023, elle parvient à 88 victoires en carrière dont 53 en slalom et 21 en géant (nouveau record féminin dans la discipline), et 138 podiums, battant les records féminins de Lindsey Vonn (137 podiums et 82 succès) puis améliorant celui, absolu d'Ingemar Stenmark (86 victoires). Le 16 février 2023 à Méribel, elle remporte son septième titre de championne du monde, et le premier en slalom géant, ce qui lui permet d'avoir été titrée dans quatre disciplines différentes aux Mondiaux où elle totalise quatorze médailles. Le 4 mars à l'arrivée de la descente de Kvitfjell elle s'assure son cinquième gros globe de cristal à sept courses de la fin de saison. Elle continue sur le même tempo lors de l'hiver 2023-2024, renoue notamment avec la victoire en descente, et termine l'année largement en tête du classement général, mais le 26 janvier, elle se blesse en chutant dans la descente de Cortina d'Ampezzo ce qui compromet de façon définitive sa quête d'un sixième gros globe. Elle revient après six semaines d'absence pour s'adjuger son huitième trophée de cristal du slalom et parvenir à soixante victoires dans cette seule discipline.
Lors de la saison 2024-2025, elle connait un nouveau coup d'arrêt dès le 30 novembre en se blessant profondément à l'abdomen lors du géant de Killington où elle est en course pour une 100e victoire. Mikaela Shiffrin revient le 30 janvier à Courchevel (10e place) et en février pour les championnats du monde de Saalbach, où elle remporte avec sa compatriote Breezy Johnson le titre de la nouvelle épreuve du combiné par équipes, parvenant ainsi à un record de quinze médailles gagnées aux Mondiaux. Elle obtient finalement sa 100e victoire en Coupe du monde, le 23 février 2025 en remportant le slalom de Sestrières. Deux semaines plus tard, en se classant troisième du slalom de Åre, elle obtient son 156e podium et devient seule détentrice de ce record devant Ingemar Stenmark. 

## Biographie
Née à Vail, au Colorado, Shiffrin est le deuxième enfant d'Eileen (née Condron) et de Jeff Shiffrin, anesthésiste, tous deux originaires du Nord-Est et anciens coureurs de ski,.

### Ses débuts

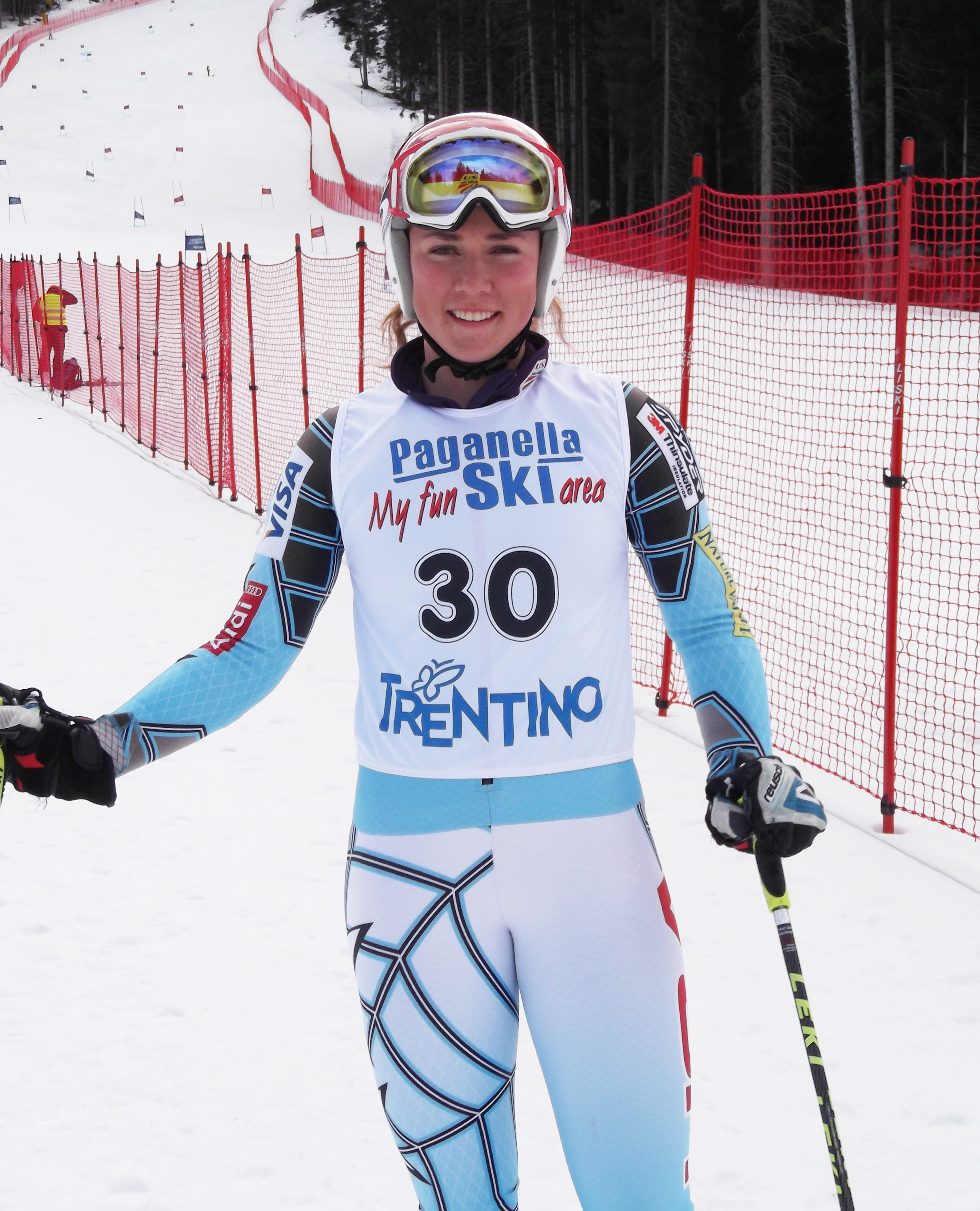
Mikaela Shiffrin à 16 ans, en 2012.

En Coupe nord-américaine de ski alpin, Shiffrin est montée six fois sur le podium, dont quatre sur la plus haute marche (deux fois en slalom à Sunday River en janvier 2011, une fois en slalom géant à Panorama en décembre 2010 et une fois en super-combiné à Panorama en décembre 2010). Lors de la coupe nord-américaine 2011, elle a pris la 3e place du classement général, la première du slalom, ainsi que la 3e en slalom géant et en super-combiné. En février 2011, elle s'est classée 3e des championnats du monde juniors de ski alpin à Crans-Montana. En avril 2011, elle a été sacrée championne des États-Unis de slalom et a pris la 10e place du slalom géant.
Dès la saison suivante et forte de ces performances en juniors, l'Américaine est alignée sur la plupart des slaloms de Coupe du monde de la saison. Elle marque ses premiers points à domicile lors du slalom d'Aspen qu'elle termine au 8e rang, impressionnant par son toucher de neige et son élasticité. Après un mois de décembre décevant marqué par trois abandons en coupe du monde, l'Américaine marque les esprits lors du dernier slalom de l'année 2011 disputé à Lienz, à l'issue duquel elle accroche son premier podium en terminant 3e derrière Marlies Schild et Tina Maze, à 16 ans et malgré le dossard 40. Sur la lancée de cette performance, elle se qualifie régulièrement en seconde manche durant la suite de la saison mais ne parvient pas encore à rééditer son exploit : elle termine sa première saison au 17e rang du slalom.

### 2012-2013: championne du monde et petit globe du slalom à dix-huit ans
Après un excellent début de saison 2012-2013 qui la voit signer un podium lors du slalom de Levi, derrière Maria Höfl-Riesch et Tanja Poutiainen, et des performances notables en géant et en slalom, elle remporte à 17 ans sa première victoire en coupe du monde lors du slalom d'Åre, devançant Frida Hansdotter et Tina Maze,. Un mois plus tard à Zagreb, elle remporte la deuxième victoire de sa carrière, toujours en slalom, devant Hansdotter et Erin Mielzynski, ce qui lui permet de prendre la tête du classement de la spécialité,. Elle se réjouit de remporter une victoire « sur la piste de Janica [Kostelić] », son idole de jeunesse et reçoit les félicitations de ses rivales. Deux semaines plus tard lors du slalom nocturne de Flachau en Autriche, elle conforte sa place de leader de la discipline en remportant son 3e succès, devançant une nouvelle fois Hansdotter et la finlandaise Poutiainen.
Le 16 février 2013, Shiffrin est sacrée championne du monde de slalom aux championnats du monde disputés à Schladming, en Autriche. 3e de la première manche, elle signe le 4e meilleur temps du second tracé sur la piste de la Planai, et s'impose avec un temps total de 1:39.85 devant l'Autrichienne Michaela Kirchgasser à 22 centièmes de seconde et la Suédoise Frida Hansdotter, meilleur temps de la première manche, à 26 centièmes de seconde. La dernière championne du monde de cet âge est la Liechtensteinoise Hanni Wenzel à 17 ans et 56 jours dans la même discipline lors des championnats du monde de Saint-Moritz 1974.
Le 16 mars 2013, 3 jours après ses 18 ans, elle remporte le slalom des finales de Lenzerheide devant Bernadette Schild et Tina Maze à la suite d'une seconde manche largement dominée. Elle remporte par la même occasion le petit globe de cristal du slalom, avec 4 victoires dans la saison. Elle est la 4e plus jeune skieuse à remporter un globe de slalom.

### 2013-2014: plus jeune championne olympique du slalom

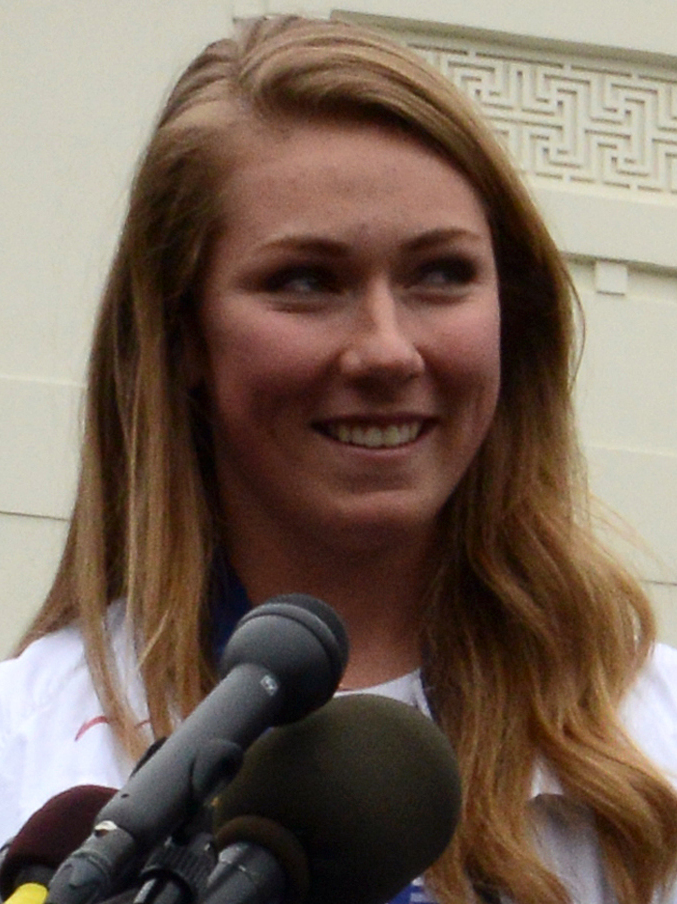
Mikaela Shiffrin en 2014.

Elle commence la saison 2013-2014 sur les mêmes bases que la fin de saison précédente. Elle montre sa progression en slalom géant avec une 6e place au géant inaugural de la saison à Sölden fin octobre 2013, puis remporte son cinquième slalom en Coupe du monde à Levi devant Maria Höfl-Riesch et Tina Maze. Lors du second slalom géant de la saison, disputé à Beaver Creek devant son public, elle réalise deux manches solides, qui lui permettent d’accéder à la deuxième marche du podium derrière Jessica Lindell-Vikarby.
La fin du mois de décembre 2013 puis le début de l'année 2014 sont prolifiques, puisqu'elle enchaine trois podiums de suite sur les épreuves de Lienz et Bormio, dont une victoire lors du slalom italien.

Après un nouveau succès à Flachau, elle a l'occasion de décrocher dès janvier un nouveau petit globe à Kranjska Gora, mais malgré le meilleur temps dans la première manche, elle craque dans la seconde et ne termine que 7e.
Elle dispute ensuite les Jeux olympiques, où elle s'aligne en géant et en slalom. Lors du géant, elle réalise une bonne performance, terminant 5e à une demi-seconde du titre.

En slalom, elle remporte la première manche avec le dossard no 6 et conserve 53 centièmes d'avance à l'issue de la seconde manche. Elle devient alors la plus jeune championne olympique de slalom de l'histoire, à 18 ans et 345 jours. Elle devance sur le podium les Autrichiennes Marlies Schild et Kathrin Zettel.
Le 8 mars, à Åre (Suède), Mikaela Shiffrin remporte son quatrième slalom de la Coupe du monde 2013-2014 et conserve ainsi son globe de cristal de la spécialité, avant la course finale de la saison à Lenzereheide (Suisse), qu'elle remporte également le 15 mars.

### 2014-2015: deuxième titre mondial et troisième globe de cristal
Mikaela Shiffrin remporte sa première victoire dans la discipline du slalom géant en Coupe du monde à l'issue de la course d'ouverture de la saison 2014-2015 sur le glacier de la Rettenbach à Sölden le 25 octobre. Meilleur temps de la première manche, la skieuse américaine de 19 ans termine finalement première ex æquo avec l'Autrichienne Anna Fenninger. En novembre et décembre, elle ne retrouve pas le chemin du succès en slalom et la suédoise Frida Hansdotter prend la tête du classement de la coupe du monde de la discipline. Mais Mikaela Shiffrin remporte deux succès consécutifs à Kühtai (Autriche) le 29 décembre puis à Zagreb (Croatie) le 4 janvier, avant de prendre la 3e place du slalom de Flachau (Autriche) le 13 janvier.
Lors des championnats du monde de Vail/Beaver Creek dans le Colorado, la station où elle est née et où elle a grandi, elle commence devant son public par prendre la 8e place du slalom géant. Le 14 février 2015 sur la piste Birds of Prey de Beaver Creek, Mikaela Shiffrin conserve son titre de championne du monde de slalom, en prenant une avance de 40/100e sur Frida Hansdotter en première manche, avant de la devancer au total de 34/100e en bas du deuxième tracé au prix d'une belle accélération dans le mur final. Avant de fêter ses 20 ans, Mikaela Shiffrin a donc remporté en slalom tous les grands évènements auxquels elle a participé depuis 2013.
En remportant le slalom de Maribor avec une large avance au terme des deux manches, le 22 février, Mikaela Shiffrin reprend la tête du classement de la Coupe du monde de la spécialité avec 30 points d'avance sur Frida Hansdotter (9e de cette épreuve), puis s'impose dans les deux dernières courses de la saison, à Are le 14 mars, puis à Méribel le 21 mars pour gagner son troisième globe de cristal consécutif en slalom.

### 2015-2016: blessée mais toujours invincible

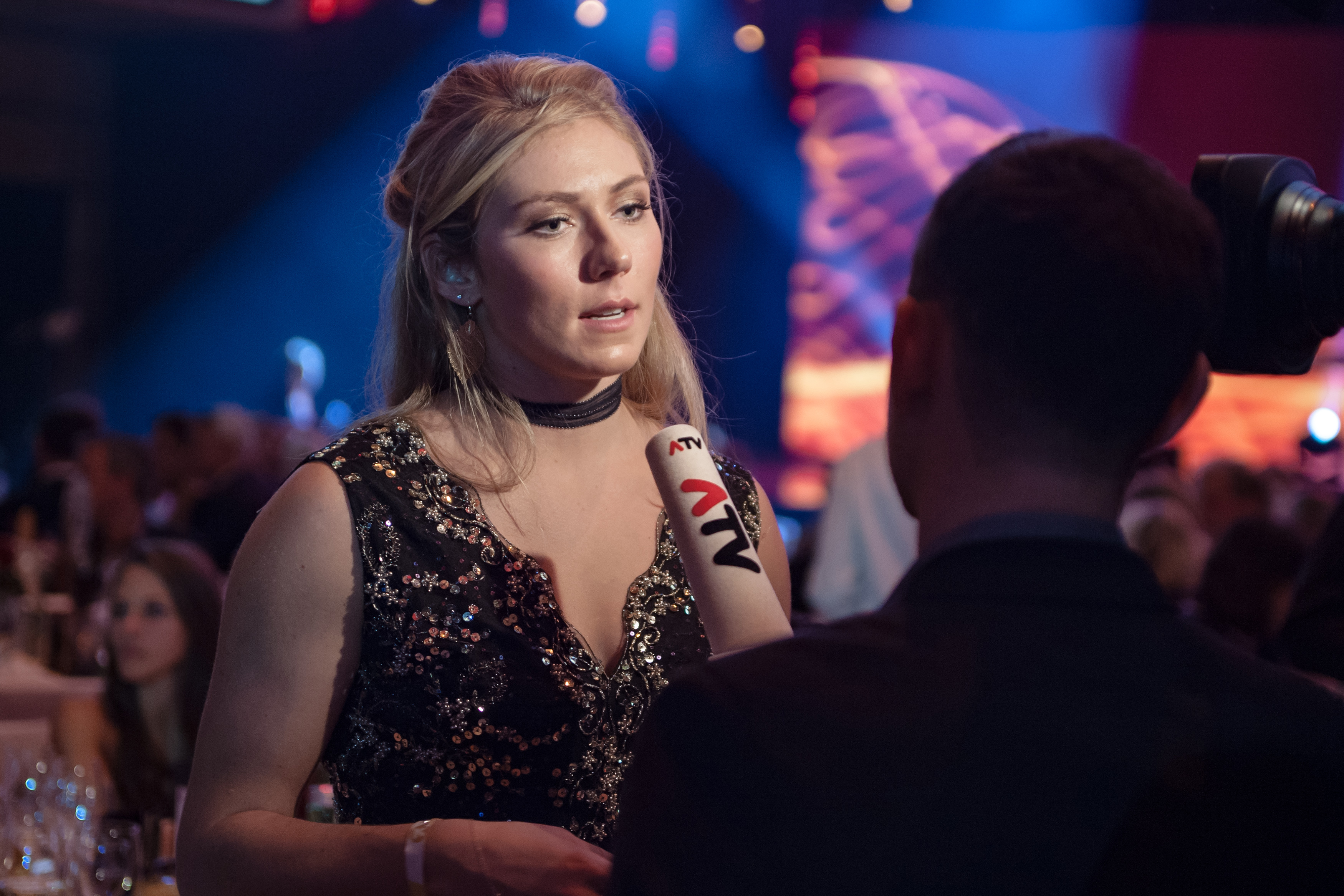
À Vienne en octobre 2016.

Restée sur trois victoires consécutives pour conclure la saison 2014-2015, Mikaela Shiffrin reste invaincue dans sa discipline en s'imposant fin novembre dans les deux slalom d'Aspen. Mais le 12 décembre 2015, elle chute durant la reconnaissance du parcours du slalom géant à Are en Suède et se blesse au genou. Souffrant de « différents hématomes osseux et d'une déchirure du ligament collatéral tibial » du genou droit, elle annonce que, compte tenu du temps estimé d'indisponibilité, sa saison est déjà terminée. Mais elle reprend le ski dès la fin janvier
Mikaela Shiffrin fait son retour à la compétition le 15 février 2016 et remporte le  slalom de Crans-Montana. Toujours plus fort, elle  gagne le slalom de Jasna (Slovaquie) le 6 mars avec une avance de 2 s 36 sur la Suissesse Wendy Holdener. Lors du slalom final à Saint-Moritz, le 19 mars, Shiffrin s'impose en creusant un nouveau gouffre : Veronika Velez Zuzulová prend la deuxième place à  2 s 03. Sur une série de huit victoires consécutives, mais compte tenu de son absence d'un peu plus de deux mois, la skieuse américaine laisse le petit globe de cristal du slalom à la Suédoise Frida Hansdotter.

### 2016-2017: troisième titre mondial consécutif en slalom et gros globe de cristal
La championne américaine repart sur le même rythme lors de l'hiver 2016-2017 en s'imposant dans les trois premiers slaloms de la saison à Levi (Finlande), à Kilington (Etats-Unis) puis à Sestrières (Italie) pour porter sa série d'invincibilité dans sa discipline à onze victoires consécutives. Elle remporte également, en 24 heures, les 27 et 28 décembre, les deux slaloms géants disputés dans la station Autrichienne de Semmering. Et le 29 décembre, sa victoire en slalom dans la même station autrichienne lui permet d'étendre sa série d'invincibilité commencée à Maribor le 22 février 2015 à douze courses consécutives. Elle égale ainsi le record établi dans la discipline par Vreni Schneider entre 1988 et 1990. Alors qu'elle a l'occasion de le battre à Zagreb le 3 janvier, l'Américaine enfourche en première manche. Fin de série. Mais elle reprend sa domination à Maribor le 8 janvier en remportant son cinquième slalom de la saison et la vingt-septième victoire de sa carrière. Le 31 janvier, Mikaela Shffrin s'impose dans le City Event de Stockholm, en finale devant Veronika Velez Zuzulová. Lara Gut ne disputant pas cette compétition, l'Américaine prend 180 points d'avance en tête du classement général de la Coupe du monde.
Lors des championnats du monde 2017 disputés à Saint-Moritz, Mikaela Shiffrin remporte tout d'abord le 16 février la médaille d'argent du slalom géant en terminant au terme des deux manches, 34/100 de seconde derrière Tessa Worley. Deux jours plus tard, Mikaela Shiffrin survole le slalom en remportant les deux manches pour s'imposer avec 1 s 64 d'avance sur la suissesse Wendy Holdener et 1 s 75 sur la Suédoise Frida Hansdotter. Ainsi, la skieuse américaine gagne son troisième titre mondial de suite dans la discipline à 21 ans et n'est que la deuxième skieuse de l'histoire à réussir un triplé en slalom après l'Allemande Christl Cranz dans les années 1930.
Le 26 février, Mikaela Shiffrin s'impose pour la première fois en combiné (super G + slalom) à Crans-Montana. Elle gagne ainsi dans une 4e discipline du ski alpin après le slalom (24 victoires), le slalom géant (trois victoires) et le City Event (1 victoire). Après la blessure de Lara Gut lors des championnats du monde de Saint-Moritz et son forfait pour le reste de la saison, la skieuse américaine qui fête ses 22 ans le 13 mars, se rapproche de son premier « gros globe » de cristal, avec 298 points d'avance sur sa nouvelle dauphine Ilka Štuhec au classement général de la Coupe du monde. Les 10 et 11 mars, Mikaela Shiffrin remporte le slalom géant puis le slalom de Squaw Valley, pour parvenir au total de 31 victoires, s'adjuger son quatrième petit globe de cristal du slalom, et désormais devancer Stuhec de 378 points au classement général alors qu'il ne reste plus que quatre courses à disputer. Le 17 mars, à la suite de l'annonce du forfait d'Ilka Stuhec pour les deux dernières courses de la saison, Mikaela Shiffrin, qui compte 198 points d'avance sur celle-ci s'adjuge le classement général de la Coupe du Monde et par conséquent le gros globe de cristal. À partir mois de mars, Mikela Shiffrin est en couple avec le spécialiste français du slalom géant Mathieu Faivre,.

### 2017-2018: deuxième gros globe de cristal consécutif, championne olympique du slalom géant
Gagnante de sa première course de la saison 2017-2018 à l'arrivée du slalom de Killington le 26 novembre, après être montée deux fois sur le podium (2e du slalom de Levi et 2e du slalom géant de Killington), Mikaela Shiffrin prend les troisième et quatrième départs de sa carrière en descente sur la Coupe du monde, les 1er et 2 décembre à Lake Louise. Elle termine 3e de la première course, et remporte la suivante, son premier succès dans la spécialité, qui est aussi le trente-troisième de sa carrière. Désormais, il ne lui manque plus qu'une victoire en Super-G pour rejoindre les six skieuses qui se sont imposées dans les cinq disciplines du ski alpin. Elle compte déjà une avance importante en tête du classement général de la Coupe du monde. Le 19 décembre à Courchevel, Mikaela Shiffrin remporte sa 3e course de la saison dans une troisième discipline : meilleur temps de la première manche du slalom géant, elle s'impose finalement avec presque une seconde d'avance sur Tessa Worley. Le lendemain, dans la même station, elle remporte le premier slalom parallèle de l'histoire de la Coupe du monde, en battant de 4/100 de seconde Petra Vlhová dans le duel final. Elle enchaîne sur une troisième victoire consécutive au terme du slalom de Lienz le 28 décembre, son vingt-septième succès dans la spécialité et la trente-sixième victoire de sa carrière. Mikaela Shiffrin termine l'année 2017 avec un nouveau podium : 3e du géant disputé le lendemain dans la station autrichienne, remporté dans un mouchoir de poche par Federica Brignone devant Viktoria Rebensburg.

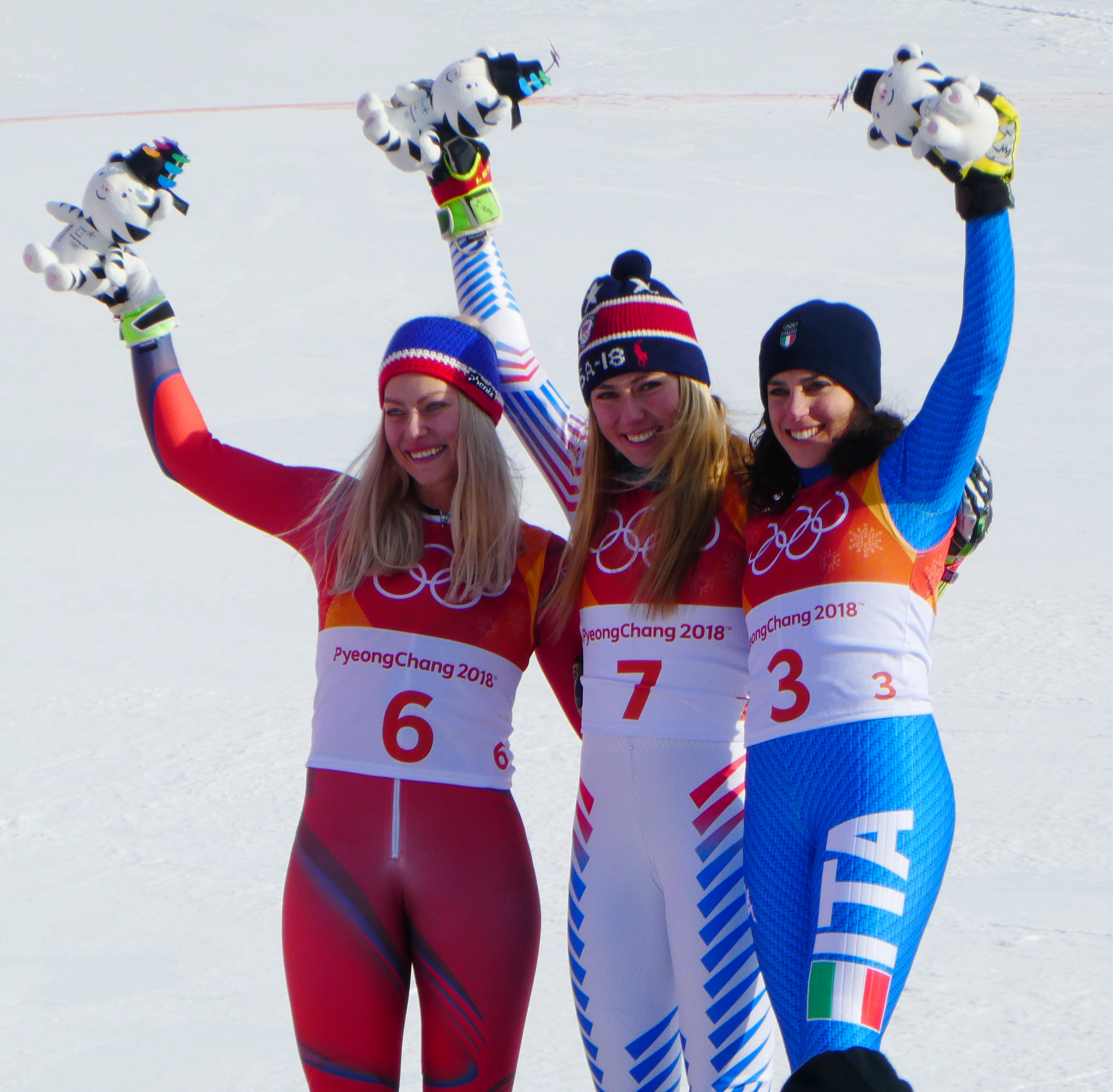
Mikaela Shiffin sur le podium le 15 février 2018 à Yongpyong après sa victoire dans le slalom géant des Jeux de PyeongChang, entourée de Ragnhild Mowinckel et Federica Brignone.

Mikaela Shiffrin est invaincue dans les cinq premières courses de l'année 2018: elle s'impose le 1er janvier dans le City Event d'Oslo, où elle bat Wendy Holdener en finale, gagne trois jours plus tard le slalom de Zagreb à nouveau devant Holdener, avant de s'adjuger le sixième slalom géant de sa carrière en remportant celui de Kranjska Gora le 6 janvier devant Tessa Worley, puis de gagner le slalom disputé le lendemain dans la station slovène, devant Frida Hansdotter et Wendy Holdener. La série continue le 9 janvier dans le slalom nocturne de Flachau où, devancée en première manche par Bernadette Schild, l'Américaine réalise le meilleur temps sur le second tracé et la bat finalement de presque une seconde, remportant au passage la 200e victoire en Coupe du monde de l'équipe de ski alpin des États-Unis. Elle atteint ainsi à 22 ans, les trente victoires en slalom et les quarante-et-une victoires en carrière  Le 19 janvier, l'actuelle n°1 mondiale du ski alpin féminin accroche un nouveau podium en descente : elle se classe 3e de celle de Cortina d'Ampezzo, remportée par Sofia Goggia devant sa compatriote Lindsey Vonn. Cela se passe moins bien par la suite : abandon dans le Super-G de Cortina d'Ampezzo, sortie en première manche dans le géant de Kronplatz, 7e du géant de Lenzerheide, et pour sa dernière course avant les Jeux 2018, faute et abandon en fin de 2e manche du slalom disputé dans la station suisse, le 28 janvier. Il n'en reste pas moins qu'avec quinze podiums dont dix victoires lors de cet hiver, Mikaela Shiffrin a déjà passé la barre des 1 500 points, avec une avance de 671 points sur Wendy Holdener en tête du classement général de la Coupe du monde. Avec 1 513 points à ce stade de la saison (30 courses disputées sur 39), elle en totalise déjà plus que les gagnantes du gros globe de cristal Michaela Dorfmeister en 2002, Anja Pärson en 2005, Lindsey Vonn en 2008 ou Anna Fenninger en 2014.
Lors des Jeux olympiques de PeyongChang 2018, Mickaela Shiffrin remporte son deuxième titre olympique en s'imposant dans le slalom géant le 15 février devant Ragnhild Mowinckel et Federica Brignone. Mais le lendemain, elle perd son titre du slalom en terminant quatrième de la course gagnée par Frida Hansdotter. Enfin, l'Américaine de 22 ans s'aligne dans le combiné alpin le 22 février. Sixième de la descente, elle réalise le quatrième temps du slalom, et est devancée au total par la Suissesse Michelle Gisin, ajoutant donc une médaille d'argent à son palmarès olympique.
À Ofterschwang le 9 mars, où reprend la Coupe du monde, Mikaela Shiffrin se classe 3e du slalom géant remporté par Ragnhild Mowinckel devant Viktoria Rebensburg. Les 60 points qu'elle marque alors, pour porter son total à 1 573 points, font qu'elle ne peut plus être rejointe en tête du classement général. Elle s'adjuge donc son deuxième gros globe de cristal consécutif à cinq courses de la fin de la saison. Le lendemain dans la station allemande, la skieuse américaine qui n'a pas encore fêté ses 23 ans, remporte son huitième slalom de la saison  qui lui permet de gagner son cinquième petit globe de la spécialité (à une unité du record de Vreni Schneider, qui en a totalisé six entre 1989 et 1995), signant également la quarante-deuxième victoire de sa carrière. Elle détient du coup un nouveau record : 42 victoires avant ses 23 ans, dépassant ainsi Annemarie Moser-Pröll (41 succès au même âge) et Ingemar Stenmark (40). Elle remporte le dernier slalom de la saison à Åre le 17 mars, sa neuvième victoire dans la discipline au cours du même hiver, portant à douze son total de victoires en 2017-2018, ce qui constitue pour elle une saison record.

### 2018-2019: dans un club très fermé

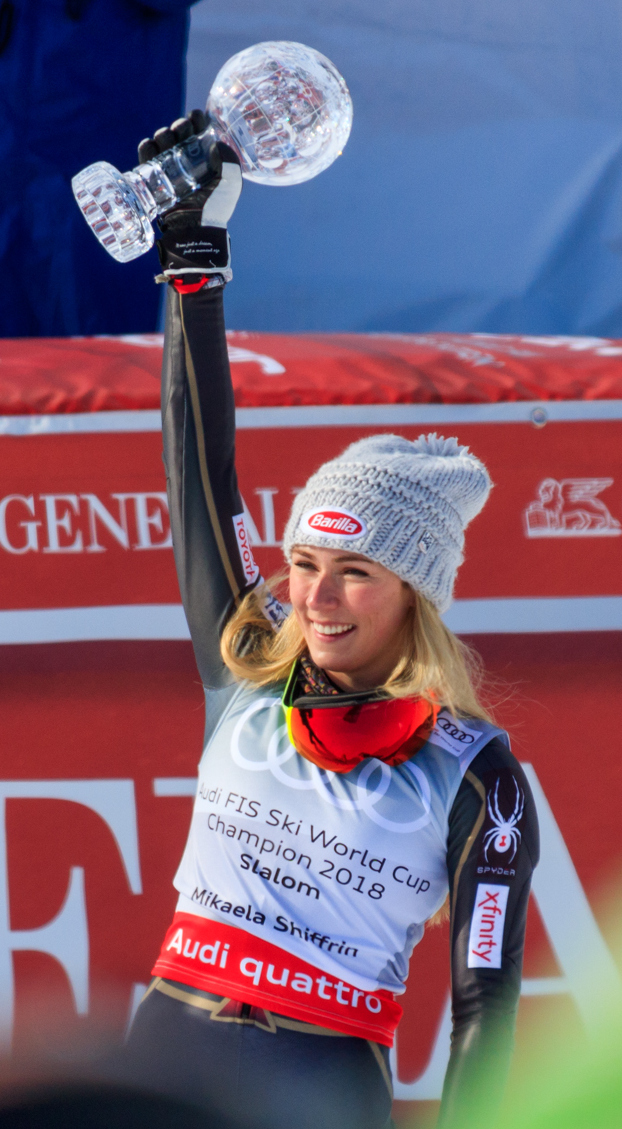
Mikaela Shiffrin avec son globe de cristal du slalom en mars 2018 à Åre

Mikaela Shiffrin commence la saison 2018-2019 en prenant la 3e place du slalom géant d'ouverture à Sölden remporté par Tessa Worley. Elle enchaîne ensuite deux succès en slalom, à Levi et à Killington. Son total de victoires monte à 46, ce qui lui permet d'égaler Renate Götschl le 2 décembre 2018 à Lake Louise avec sa première victoire en Super G, elle trouve la vitesse et les trajectoires, qui lui permet de s'imposer avec une très large avance sur Ragnhild Mowinckel (77/100 de seconde). Ainsi, l'Américaine de 23 ans s'est désormais imposée dans toutes les disciplines du ski alpin. Elle rejoint ce club très fermé en compagnie de  Lindsey Vonn, Petra Kronberger, Pernilla Wiberg, Janica Kostelić, Anja Pärson et Tina Maze. Mais, compte tenu de l'époque où elle court, elle est la seule à avoir également gagné en slalom parallèle (en montagne et dans les City Events), devenant « la première — parmi les sportifs des deux sexes — à gagner dans les six disciplines de la Coupe du monde FIS de ski alpin ». Six jours plus tard à Saint-Moritz, Mikaela Shiffrin double son total en Super G, signant la 47e victoire de sa carrière. Elle s'impose devant les spécialistes de la discipline Lara Gut à 28/100 et Tina Weirather à 42/100. Poursuivant sur sa lancée dans la station des Grisons, Mikaela Shiffrin remporte le lendemain le slalom parallèle sur une victoire en finale face à Petra Vlhová. Elle s'impose ensuite sous la neige le 21 décembre dans le slalom géant de Courchevel après avoir pris la 3e place sur le premier tracé, pour devancer finalement Viktoria Rebensburg de 14/100 et Tessa Worley de 33/100. La 6e victoire de l'hiver pour la skieuse américaine, dans quatre disciplines différentes. Elle atteint le lendemain les cinquante victoires en Coupe du monde, en gagnant le slalom sur le stade Emile-Allais de Courchevel, restant invaincue dans la discipline cet hiver, s'imposant pour la 4e fois devant Petra Vlhová, tout en égalant à l'occasion le record de victoires en slalom de Coupe du monde de Marlies Schild avec 35 victoires, mais également le total atteint par Alberto Tomba toutes disciplines confondues, pour compter plus de succès à l'âge de 23 ans que tout autre skieur ou skieuse dans l'histoire.
Mikaela Shiffrin termine l'année invaincue en slalom (quatre courses, quatre victoires), s'imposant le 29 décembre à Semmering en battant à nouveau Petra Vlhová. Mikaela Shiffrin établit au passage deux records : elle est désormais la skieuse comptant le plus de victoires en carrière dans la discipline (36), et s'impose pour la quinzième fois en Coupe du monde dans une année civile, (en l'occurrence 2018 à cheval sur deux saisons), comme Marcel Hirscher (15) la même année (à la suite de la disqualification de Stefen Luitz lors du géant de Beaver Creek), et mieux qu'Ingemar Stenmark (13) en 1977 et en 1979. Deux records auxquels elle n'attache pas beaucoup d'importance, soulignant que son seul objectif est d'être la meilleure skieuse au monde.
Le 1er janvier, pour la première fois de l'hiver Petra Vlhová la devance dans les deux manches du slalom parallèle, en finale du City Event d'Oslo. Shiffrin monte sur son dixième podium de la saison. Sa série de victoires en slalom (sept consécutives depuis la fin de la saison 2017-2018) se poursuit à Zagreb le 5 janvier, où elle creuse de gros écarts en première manche (1 s 15 sur Wendy Holdener, 1 s 34 sur Vhlová) puis s'impose pour la 5e fois cet hiver devant la skieuse slovaque reléguée à 1 s 25 en bas du second tracé. Elle y est comme de tradition dans la station croate couronnée « reine des neiges » pour la quatrième fois depuis 2013. Shiffrin reste à ce point invaincue cette saison entre les piquets serrés et fête son 37e succès dans la discipline, la 52e victoire de sa carrière, sa 9e cette saison. Dans la discipline, elle s'approche à trois victoires du record tous sexes confondus d'Ingemar Stenmark qui avait remporté 40 slaloms au cours de sa carrière. Toujours largement en tête du classement général, et après avoir battu cinq fois de suite sa rivale slovaque en slalom cet hiver, cette dernière la fait finalement tomber dans l'épreuve nocturne de Flachau le 8 janvier, sous la neige, à la faveur du meilleur temps en 2e manche. Elle la bat de 15/100 de seconde et la relègue à la 2e place. La skieuse américaine remporte sa 10e victoire de l'hiver sur la piste Erta de Plan de Corones (Kronplatz localement) le 15 janvier, au terme d'un slalom géant où elle repousse sa plus proche rivale, Tessa Worley, à 1 s 39 en bas de la première manche, et bien que la Française réalise le meilleur temps sur le 2e tracé, elle la devance finalement d'1 s 21, Marta Bassino terminant 3e à 1 s 57.
Le 20 janvier, elle remporte son troisième Super-G en trois courses disputées cette saison dans cette discipline de vitesse, à Cortina d'Ampezzo, devant Tina Weirather et Tamara Tippler pour porter son avance à 596 points sur sa rivale la plus proche au classement général, Petra Vlhová. Le 1er février à l'arrivée du slalom géant de Maribor, la 55e victoire de Mikaela Shiffrin est un succès partagé : l'avance de 48/100 s qu'elle prend sur  Vlhová dans la première manche, s'efface sur le second tracé, et les deux skieuses terminent premières à égalité avec un temps total de 2 min 31 s 31. Le lendemain dans la même station, pour la dernière course avant les Championnats du monde à  Åre, Shiffin gagne son sixième slalom de l'hiver, le cinquante-sixième succès de sa carrière, et établit son nouveau record sur une saison puisque c'est son treizième depuis sa victoire dans le slalom de Levi le 17 novembre. Ses 56 succès en carrière lui permettent de dépasser Vreni Schneider au 3e rang des skieuses les plus victorieuses de tous les temps, et sur une saison elle n'est plus qu'à une première place des 14 succès de la Suissesse en 1988-1989. Pour une fois, ce n'est pas Petra Vlhová qui se classe derrière elle dans le slalom de Maribor, mais Anna Swenn-Larsson, 2e à 77/100 s, suivie par Wendy Holdener, 3e à 1 s 15.

#### Un quadruplé historique aux Mondiaux 2019
Après avoir remporté les trois Super G auxquels elle a participé en Coupe du monde (sa première victoire en carrière dans la discipline est obtenue à Lake Louise en décembre, elle s'impose le même mois à Saint-Moritz puis à Cortina d'Ampezzo en janvier), Mikaela Shiffrin reste invaincue dans la discipline. Le 5 février sur la piste de vitesse d'Åre, elle devient championne du monde (elle n'avait pas jusqu'alors pris le départ d'un Super G aux Mondiaux) en devançant Sofia Goggia de 2/100 de seconde et Corinne Suter de 5/100. En tête à tous les chronos intermédiaires et malgré une faute sur une des dernières portes, elle conserve toute sa vitesse, avant de crier de joie et d'étonnement dans l'aire d'arrivée. Elle est la deuxième championne du monde américaine du Super G après Lindsey Vonn à Val d'Isère en 2009. Shiffrin fête ainsi son quatrième titre mondial après trois victoires consécutives en slalom depuis 2013, et décide avec son encadrement de ne pas disputer le combiné alpin le 8 février, afin de se concentrer sur le géant et le slalom. Le 14 février, lors du slalom géant disputé sur la piste Gästrappet, elle se fait devancer de 44/100 de seconde en première manche par Viktoria Rebensburg, auteure du meilleure temps, et se retrouve à la quatrième place. Ragnhild Mowinckel et Petra Vlhová ont aussi skié plus vite qu'elle. La championne olympique 2018 de la discipline ne parvient pas à refaire la totalité de son retard sur le deuxième tracé, et ne gagne qu'une place pour prendre la médaille de bronze. La plus rapide des favorites dans le deuxième acte est Vlhová qui remporte le titre devant Rebensburg.
Le 16 février, Mikaela Shiffrin se présente diminuée sur le slalom, dernière course féminine de ces Mondiaux. Elle souffrirait d'une grippe. En première manche, elle est devancée de 15/100 s par Wendy Holdener et de 4/100 s par Anna Swenn-Larsson. Mais sur le second tracé, l'Américaine de 23 ans réalise ce qui fait d'elle la meilleure slalomeuse au monde depuis plus de six ans, une descente techniquement au-dessus du lot, tout en contrôle, pour signer le meilleur temps et s'imposer de plus d'une demi-seconde sur Swenn-Larsson, Petra Vlhová prenant la médaille de bronze, Holdener étant condamnée par une porte ratée au haut du parcours. Ainsi, Mikaela Shiffrin dépasse dans cette discipline la skieuse des années 1930 Christl Cranz qui était la seule avec elle à avoir gagné trois titres mondiaux d'affilée en slalom. Pour Shiffrin, depuis les Mondiaux de Schladming en 2013, il s'agit du quatrième. D'une façon générale, elle est la seule, hommes et femmes confondus à réaliser cet exploit dans la même discipline. « En fait, j'avais du mal à respirer de temps en temps, tant je toussais. J'ai une sorte de refroidissement, une gêne pour respirer. Je n'étais pas du tout nerveuse, simplement je ne me sentais pas bien physiquement. Malgré tout, j'ai essayé de skier le plus vite possible, j'ai mis le maximum sur chaque virage, à l'arrivée, j'étais si essoufflée. Que d'émotions ! C'est une des plus agréables victoires de ma carrière, c'est certain. J'ai adoré regarder la course d'Anna Swenn-Larsson en même temps que la foule. J'ai beaucoup plus pleuré que d'habitude, je ne peux pas vous dire pourquoi maintenant », dit-elle après sa victoire.

#### Record de Vreni Schneider battu et troisième gros globe
Trois jours après sa victoire mondiale en slalom, Mikaela Shiffrin remporte le City Event de Stockholm en battant Christina Geiger en finale. C'est sa quatorzième victoire de l'hiver, et elle égale ainsi le record signé par Vreni Schneider au cours de la saison 1988-1989. Il s'agit également de la 57e victoire de sa carrière, et elle s'assure son 6e petit globe de cristal du slalom, sa dernière rivale au classement, Petra Vlhová ayant été éliminée en quart de finale, ce qui lui donne plus de 200 points d'avance avec deux slaloms restant à disputer. Elle décide ensuite de faire l'impasse sur les épreuves de Crans-Montana (une descente et un combiné les 23 et 24 février) puis de Rosa Khutor (une descente et un Super G les 2 et 3 mars), programmant son retour à Špindlerův Mlýn  pour le géant et le slalom des 8 et 9 mars.
Elle remporte officiellement dès le 2 mars son troisième gros globe de cristal consécutif. En effet, le premier des deux Super-G programmés à Rosa Khutor est annulé pour cause de fortes chutes de neige. L'Américaine n'est pas présente, mais sa dernière rivale au classement général Petra Vlhová non plus, et celle-ci a 719 points de retard. Ainsi, il ne reste plus que sept courses à disputer dans la saison. Soit un maximum de 700 points à prendre. Mikaela Shiffrin s'adjuge donc le trophée sans courir, couronnant la meilleure saison de sa carrière en Coupe du monde.
De retour en Coupe du monde, le 8 mars, Mikaela Shiffrin se classe troisième du géant de Špindlerův Mlýn remporté par Petra Petra Vlhová devant Viktoria Rebensburg, soit le même podium qu'aux Mondiaux 2019. Le premier petit globe de la discipline pour Shiffrin se rapproche. Elle a en effet 97 points d'avance sur Vlhová avant la course finale de Soldeu, et n'a donc besoin que de trois points, au pire une 15e place pour s'adjuger le trophée dans le cas où la skieuse slovaque s'impose. Le lendemain dans la station Tchèque, l'Américaine remporte son septième slalom de la saison devant Wendy Holdener et Petra Vlhová, le 39e de sa carrière et sa 58e victoire. Surtout, c'est sa quinzième dans la saison et c'est un nouveau record en Coupe du monde, tous sexes confondus. Elle améliore ainsi une marque vieille de trente ans qui avait été établie par Vreni Schneider avec quatorze victoires lors de l'hiver 1988-1989. Elle totalise à ce stade de la saison 15 victoires en 23 départs (neuf slaloms en comptant les parallèles, trois géants et trois super-G), 19 podiums, et 100 % de résultats dans le top 10.
Le 14 mars à Soldeu, après avoir gagné quatre Super G à la suite (trois en Coupe du monde et celui des Mondiaux d'Åre), Mikaela Shiffrin se classe 4e de la course des finales de Soldeu, gagnant ainsi son premier petit globe de cristal dans une discipline de vitesse. Elle s'adjuge le 16 mars sa seizième victoire de la saison et la huitième de l'hiver en slalom (dix en comptant les parallèles) en s'imposant entre les piquets serrés à Soldeu pour 7/100 de seconde devant Wendy Holdener alors que Petra Vlhova est repoussée à 1 s 20. Ce podium est également celui du général de la Coupe du monde et du classement slalom, la skieuse slovaque figurant dans les deux cas au deuxième rang devant la double championne du monde suisse du combiné. Par ailleurs, sa 40e victoire en slalom lui permet de se hisser au sommet tous sexes confondus du palmarès de la discipline, à égalité avec Ingemar Stenmark. Enfin, l'Américaine désormais âgée de 24 ans, achève la saison en apothéose le lendemain en remportant le slalom géant sur la piste andorrane, portant son record à dix-sept victoires dans l'hiver et son total à 2 204 points, devenant la troisième à dépasser la barre des 2 000 points en Coupe du monde, pour le deuxième meilleur total de l'histoire derrière Tina Maze (2 414 points en 2012-2013) et devant Hermann Maier (2 000 points en 1999-2000). Elle s'adjuge un quatrième globe avec celui de la discipline. Seule Lindsey Vonn a accumulé le même nombre de trophées de cristal, chez les femmes en 2010 et en 2012. Mais les quatre globes de Vonn comprenaient à chaque fois celui du combiné, et la performance de Shiffrin est plus comparable avec celles de Hermann Maier (général, descente, Super G, géant) réalisées en 1999-2000 et en 2000-2001.
Ses primes de résultats sur les épreuves de Coupe du monde disputées durant la saison atteignent  886,386 francs suisses (CHF). En additionnant le Prize Money de ses deux titres plus une médaille d'argent aux championnats du monde 2019, soit 114,000 CHF, elle dépasse le million de gains sur un hiver. C'est un record tous sexes confondus pour un skieur alpin. « C’est une excellente opportunité. Je suis extrêmement fière de faire partie d’un sport où l’écart salarial n’existe pas. C’est formidable, car cela inspirera peut-être les générations futures à participer à ce sport que j’aime tant. De mon point de vue, l’égalité dans les Prize money signifie que le public apprécie autant les épreuves de ski alpin masculines et féminines », dit-elle.

### 2019-2020: Le record en slalom d'entrée avant une absence prolongée
Après s'être classée deuxième derrière Alice Robinson du slalom géant d'ouverture à Sölden le 26 octobre, Mikaela Shiffrin creuse de gros écarts dans le premier slalom de la saison disputé le 23 novembre à Levi. Petra Vlhova rivalise avec elle en première manche en réalisant le meilleur temps, mais elle sort sur le deuxième tracé. La skieuse américaine l'emporte devant  Wendy Holdener et  Katharina Truppe (respectivement à 1 s 78 et 1 s 94), et signe sa quarante-et-unième victoire dans la discipline. Elle dépasse ainsi Ingemar Stenmark  pour établir un nouveau record de victoires en slalom sur la Coupe du monde, hommes et femmes confondus. Elle s'impose pour la quatrième fois en slalom sur la piste de Killington le 1er décembre, créant un écart considérable sur Petra Vlhova (2 s 29 au terme des deux manches), pour remporter la 62e victoire de sa carrière, égalant le total atteint par Annemarie Moser-Pröll au deuxième rang des skieuses le plus victorieuses en Coupe du monde derrière les 82 succès de Lindsey Vonn, à seulement 24 ans. Elle se classe ensuite deuxième de la descente de Lake Louise derrière Nicole Schmidhofer, puis le 14 décembre, troisième du Super G de Saint-Moritz remporté par Sofia Goggia devant Federica Brignone : la skieuse américaine totalise déjà six podiums dans quatre disciplines différentes, et compte une large avance en tête du classement général de la coupe du monde.
Elle réalise les 28 et 29 décembre à Lienz le doublé slalom géant + slalom en signant le meilleur temps des quatre manches dans ces deux courses, pour établir au passage un record de quatorze podiums consécutifs en slalom. Mikaela Shiffrin est ensuite battue deux fois par Petra Vlhova en slalom (à Zagreb le 29 décembre et à Flachau le 14 janvier où elle est également devancée par Anna Swenn-Larsson). La Slovaque s'impose ensuite à égalité avec Federica Brignone dans le slalom géant de Sestriere, Shiffrin est troisième à 1/100 de seconde, elle est ensuite éliminée en huitième de finale du géant parallèle disputé dans la station italienne par Clara Direz, puis elle domine le 24 janvier la descente de Bansko, signant la deuxième victoire de sa carrière dans la discipline (après Lake Louise en 2017), pour obtenir son cinquième succès et son douzième podium de la saison. Quatrième de la deuxième descente à Bansko (derrière un triplé des Italiennes, Elena Curtoni, Marta Bassino, Federica Brignone), elle s'impose le lendemain, le 26 janvier en Super G, pour une 66e victoire, et des succès dans quatre disciplines le même hiver.
Après avoir fait l'impasse sur les épreuves de vitesse disputées à Rosa Khutor, Mikaela Shiffrin n'est pas non plus présente pour la descente et le Super G de Garmisch les 8 et 9 février, ni pour le géant et le slalom de Kranjska Gora les 15 et 16 février, en raison du décès brutal de son père Jeff à 65 ans. Au début du mois de mars, alors que Federica Brignone l'a dépassée au classement général avant de creuser l'écart, et que Petra Vlhova prend le dossard rouge de leader du classement slalom (C'est la première fois depuis 2016 qu'une autre skieuse prend la tête dans la discipline), la date de retour de Mikaela Shiffrin sur le circuit international reste en suspens. Finalement, elle annonce son retour à Åre pour les épreuves techniques programmées du 12 au 14 mars, un géant et un slalom qui sont en fait les deux dernières courses de la saison. Mais ces épreuves sont annulées. En conséquence, pour la première fois depuis 2013, Mikaela Shiffrin ne remporte aucun trophée de cristal cet hiver, le gros globe et celui du slalom géant revenant à Federica Brignone, et le trophée du slalom à Petra Vlhova.

### 2020-2021: 323 jours pour une nouvelle victoire et100epodium
Mikaela Shiffin ne participe pas à la première course de la saison 2020-2021 disputée en octobre à Sölden à cause de douleurs au dos. Elle revient à Levi le 22 novembre et se classe deuxième du slalom derrière  Petra Vlhova. Cette dernière enchaîne trois victoires et prend la tête du classement général, mais le 14 décembre, la Slovaque sort en première manche du Géant de Courchevel. Meilleur temps sur le premier tracé, Shiffrin l'emporte au terme du deuxième acte, avec 82/100 s d'avance sur Federica Brignone et 1 s 09 sur Tessa Worley. L'Américaine fond en larmes pour sa 67e victoire qui lui permet d'égaler le total de Marcel Hirscher, laquelle intervient 323 jours après son succès dans le Super-G de Bansko la saison précédente. En fin d'année, elle se classe troisième du slalom de Semmering, ce qui fait que pour la première fois depuis 2012, elle ne se sera pas imposée dans la discipline au cours de la même année civile.
En période de reconstruction, physique et morale, Mikaela Shiffrin explique ne pas être cette saison en course pour le gros globe de cristal, ne s'alignant notamment pas dans les épreuves de vitesse, et indique ses favorites pour le trophée 2020-2021 : Petra Vlhova, Michelle Gisin et Federica Brignone. À la recherche de son 100e podium en carrière, elle échoue de peu lors du premier slalom de l'année 2021, le 3 janvier à Zagreb, se classant quatrième de la course remportée par Petra Vlhova, à 5/100 de seconde de la troisième, Michelle Gisin. Le 12 janvier, Mikaela Shiffrin gagne pour la quatrième fois le slalom de Flachau, remporte le 44e slalom de sa carrière (son premier dans la discipline depuis décembre 2019), obtient sa 68e victoire, et monte sur son 100e podium.

#### Quatre podiums en quatre courses aux Mondiaux 2021
Aux championnats du monde disputés à Cortina d'Ampezzo, Mikaela Shiffin commence à prendre la médaille de bronze du Super-G : elle laisse le titre qu'elle avait gagné à  Åre en 2019 à Lara Gut-Behrami. Mais quelques jours plus tard le 15 février, elle remporte le combiné alpin « nouvelle formule ». En effet, d'une part il est composé d'un Super G et d'un slalom, et d'autre part, les départs entre les piquets serrées se font dans l'ordre du résultat de l'épreuve de vitesse, et non dans l'ordre inversé. Très bien placée après le Super-G, elle s'élance en troisième position dans le slalom et réalise le meilleur temps. Son temps total de 2 min 07 s 22 n'est pas approché par ses rivales. Petra Vlhova prend la médaille d'argent à 86/100 s et Michelle Gisin championne olympique en titre de la discipline, le bronze à 89/100e. C'était la première fois qu'elle participait au combiné alpin aux Mondiaux. Le 18 février, elle réalise le meilleur temps de la première manche du slalom géant. Lara Gut-Behrami est 3e à huit centièmes de seconde de l'Américaine. Sur le deuxième tracé, Shiffrin qui s'élance la dernière, ne parvient pas à devancer sa rivale suisse et s'incline avec une marge infime de deux centièmes au total. Cette médaille d'argent est sa troisième dans ces Mondiaux, et son dixième podium depuis 2013.
Enfin, une première manche timide dans le slalom (quatrième temps à 1 s 30 de Katharina Liensberger) le 20 février, ne lui permet pas de réaliser la passe de cinq aux Mondiaux dans la discipline. Alors que la skieuse autrichienne survole la course sur la piste Druscié, Shiffrin doit se contenter de la médaille de bronze à presque 2 secondes. Il n'en reste pas moins qu'elle est la skieuse la plus médaillée de ces Mondiaux, avec quatre podiums en quatre courses disputées.

#### Fin de saison: 106 podiums
Le 6 mars, Mikaela Shiffrin remporte sur la piste slovaque de Jasna son deuxième slalom cette saison en Coupe du monde, pour porter à 45 victoires son record dans la discipline. C'est également le 69e succès de sa carrière. 2e de la première manche, à 27/100e de Petra Vlhova qui évolue à domicile, elle remporte la deuxième manche, et s'impose de 34/100e devant sa principale rivale. Du coup, avec 100 points supplémentaires, elle remonte à la deuxième place du classement de la discipline avec 453 points, soit 45 unités de retard sur Vlhova et alors qu'il reste encore trois slaloms à disputer : la course au petit globe de la spécialité n'est pas encore jouée... Elle obtient son 102e podium en terminant troisième du slalom géant disputé le lendemain et remporté par Petra Vlhova. puis ses deux suivants en slalom à Åre : 3e de celui couru le 12 mars et remporté par Vlhova et 2e le lendemain, jour de ses 26 ans, derrière Katharina Liensberger. Lors des finales de Lenzerheide, les 20 et 21 mars, elle se classe deux fois 2e : derrière Katharina Liensberger dans le slalom, et devancée par Alice Robinson dans le slalom géant après avoir réalisé le meilleur temps de la première manche. Ce podium à la dernière course de la saison est son 106e, et elle termine à la deuxième place des deux classements, le globe du slalom revenant à Liensberger et celui du géant à Marta Bassino. Ne s'étant pas alignée dans les épreuves de vitesse, avec dix podiums au cours de l'hiver dont trois victoires, Mikaela Shiffrin termine 4e du classement général remporté par Petra Vlhová

### 2021-2022: quatrième gros globe

#### Record absolu dans une discipline
Mikaela Shiffrin est décidée à recommencer à courir les épreuves de vitesse pour jouer à nouveau le classement général, au cours d'un hiver olympique où elle poursuit le rêve de disputer la totalité des épreuves (slalom, géant super-G, descente et combiné) des Jeux de Pékin 2022. En attendant, elle remporte sa 70e victoire et son 13e slalom géant à l'arrivée de la course d'ouverture de la saison, à Sölden le 23 octobre 2021. Deuxième de la première manche à 21/100 de seconde de Lara Gut-Behrami, elle réalise le meilleur temps sur le deuxième tracé et devance la Suissesse de 14/100 s au total. Petra Vlhová prend la troisième place. Après s'être classée deux fois deuxième derrière Petra Vlhová dans les slaloms de Levi, la skieuse américaine évolue devant son public à Killington le 28 novembre. Elle s'impose devant sa rivale slovaque et s'adjuge un nouveau record en remportant sa 46e victoire en slalom, égalant le plus grand nombre de succès dans une discipline, détenu depuis 32 ans par Ingemar Stenmark (46 victoires en slalom géant). Elle réalise le deuxième temps de la première manche derrière Vlhová, puis repousse loin toutes ses rivales sur le deuxième tracé pour rester invaincue dans la station du Vermont : cinq slalom y ont été disputés, elle s'est imposée les cinq fois. Les 11 et 12 décembre, elle se classe deux fois troisième des Super-G disputés à Saint-Moritz obtenant ses premiers podiums ans la discipline depuis sa victoire à Bansko en janvier 2020. Elle marque encore les 45 points de la cinquième place lors du Super-G de Val d'Isère, la gagnante étant Sofia Goggia qui réalise un doublé (elle gagne aussi la descente) et la déloge de la première place du classement général.
Mais Mikaela Shiffrin retourne le 21 décembre dans son « jardin » du stade Émile Allais de Courchevel où elle a déjà gagné trois géants, un slalom et un parallèle depuis 2018, pour remporter sa quatorzième victoire en slalom géant (la soixante-douzième de sa carrière). Elle creuse de gros écarts en première manche, contrôle la seconde et devance à l'arrivée Sara Hector et Michelle Gisin. La skieuse américaine reprend la première place du classement général à Sofia Goggia, distancée de 35 points, avant un deuxième géant dans la station des Trois-Vallées programmée 24 heures plus tard où elle se classe deuxième derrière Sara Hector pour le 114e podium de sa carrière. Ces 180 points à zéro pour Sofia Goggia marqués à Courchevel lui permettent de creuser l'écart en tête de la course au gros globe de cristal. Fin décembre, elle doit manquer le géant et le slalom de Lienz après avoir été controlée positive au Covid-19. Elle revient le 4 janvier pour le slalom de Zagreb où elle est a nouveau devancée (cette fois d'une demi-seconde) par Petra Vlhová au terme des deux manches.
Le slalom suivant a lieu à Kranjska Gora le 9 janvier où en deuxième manche, après avoir signé le troisième temps sur le premier tracé, elle enfourche après avoir compté 1 s 07 d'avance au troisième intermédiaire. Il s'agit de son premier abandon dans la discipline en quatre ans et le slalom de Lenzerheide en janvier 2018, et c'est encore Vlhová qui s'impose. Mais deux jours plus tard, où pour la première fois, les femmes courent sur la Planai de Schladming pour un slalom nocturne, Mikaela Shiffrin l'emporte en réalisant le meilleur temps de la deuxième manche après s'être classée cinquième du premier acte. Elle devance sa rivale slovaque de 15/100e de seconde (laquelle s'adjuge le petit globe de la discipline à deux courses de la fin), et obtient un 47e succès dans la spécialité : elle établit ainsi un nouveau record de victoires dans une discipline du ski alpin, devant les 46 succès d'ingemar Stenmark en slalom géant.

#### Échec aux Jeux olympiques de Pékin
Aux Jeux de Pékin 2022, championne olympique en titre et favorite de la course, elle est éliminée lors de la première manche du slalom géant femmes après avoir fait une sortie de parcours après les premières portes. Deux jours plus tard, le 9 février, il lui arrive la même mésaventure dans la première manche du slalom : une sortie après trois portes, et c'est sa plus grande rivale Petra Vlhová  qui l'emporte. Elle explique : « J'ai glissé un petit peu sur un virage, et je n'avais pas assez de marge pour corriger cette erreur. J'avais opté pour une trajectoire très agressive, très risquée. Mais je sais aussi que cette trajectoire était la plus rapide (...) Mon ski a été très solide tout au long de ma carrière, et j'ai toujours eu confiance en mes possibilités. D'ordinaire, finir mes courses n'a jamais été un problème, je suis dans une situation que je n'ai jamais vraiment connue. Là ça fait mal, je ne sais pas vraiment ce qui s'est passé. »
Mikaela Shiffrin honore son pari à Pékin : elle s'aligne en effet dans les six épreuves au programme. Elle se classe neuvième du Super-G puis dix-huitième de la descente. Enfin, le 17 février, elle est en bonne position pour jouer la victoire dans le combiné alpin en se classant cinquième de la descente, derrière quatre spécialistes de la vitesse qui n'ont pas la moindre chance en slalom. Mais elle part à nouveau à la faute entre les piquets serrés, sortant du tracé après quelques portes, et c'est Michelle Gisin qui conserve le titre acquis quatre ans plus tôt à Pyeongchang. Enfin, Mikaela Shiffrin et la formation américaine, perdent en demi-finales face à l'Allemagne et sont battus par la Norvège dans la rencontre pour la troisième place dans la compétition mixte par équipes qui clôture le programme du ski alpin à Pékin.

#### L'égale de Lindsey Vonn
Le match face à Petra Vlhova pour le gain du gros globe de cristal reprend de plus belle après les Jeux. Tout d'abord, après les deux descentes de Crans Montana auxquelles l'Américaine ne participe pas, la skieuse Slovaque marque suffisamment de points pour revenir à égalité au classement général (1026 points chacune). Puis Shiffrin se classe deuxième du Super-G de Lenzerheide derrière Romane Miradoli et quatrième du slalom géant disputé dans la station suisse, quand Vlhova sort dans la première manche, ce qui lui permet de prendre une avance de 117 points. Le 12 mars, Petra Vlhova survole le géant d'Åre, s'imposant pour la première fois dans la discipline cette saison, alors que Shiffrin prend la troisième place, l'écart en faveur de l'américaine se réduisant à 77 points, puis il passe à 56 points après le slalom disputé 24 heures plus tard dans la station suédoise, quand la Slovaque termine quatrième et l'Américaine neuvième.
Mais Mikaela Shiffrin frappe un grand coup le 16 mars lors de la première épreuve des finales de Courchevel/Méribel : la descente sur la piste Eclipse, dont elle est une des dernières coureuses à prendre le départ (dossard n°21) et qu'elle remporte avec 10/100 s d'avance sur Christine Scheyer et Joana Hählen, deuxième ex æquo. Surtout, Petra Vlhova, seizième, ne marque aucun point dans la mesure où seules les quinze premières marquent lors des finales. Il s'agit de son troisième succès dans la discipline, de son cinquième cette saison (après deux géants et deux slaloms), du 74e succès de sa carrière, et son avance au classement  général est désormais de 156 points avec trois courses à disputer. Dans l'aire d'arrivée, son compagnon Aleksander Aamodt Kilde qui a gagné le petit globe de la descente une heure plus tôt, manifeste sa joie, puis ils se tombent dans les bras pour une émouvante étreinte.
Elle s'assure définitivement son quatrième gros globe le lendemain en se classant deuxième du dernier Super-G de l'hiver, à 5/100 s de Ragnhild Mowinckel. Petra Vlhova terminant à nouveau hors des points (17e), elle porte son avance à 236 points alors qu'il ne reste que les deux épreuves techniques à disputer. Ainsi, Mikaela Shiffrin devient l'égale de Lindsey Vonn, au deuxième rang des skieuses les plus victorieuses du principal trophée de la Coupe du monde, derrière les six gros globes d'Annemarie Moser-Pröll. Lors du slalom géant qui conclut la saison, après avoir réalisé le meilleur temps de la première manche, elle est en position de gagner le petit globe de la discipline, mais elle rate son deuxième acte, se classe septième, et laisse le trophée à Tessa Worley.

### 2022-2023: titre mondial en géant, cinquième gros globe, record de victoires
Après les annulations successives du slalom géant de Sölden, des épreuves de vitesse de Zermatt-Cervinia et des parallèles de Zürs, Mikaela Shiffrin et les spécialistes des épreuves technique débutent leur saison les 19 et 20 novembre pour deux slaloms à Levi. Lors du premier slalom, troisième de la première manche, la skieuse américaine fait la différence dans le mur du deuxième tracé et l'emporte, pour une 75e victoire en carrière et une 48e en slalom. Elle récidive le lendemain en réalisant cette fois le meilleur temps des deux manches sur la « Black » de Levi. Elle devient la première slalomeuse à avoir gagné six fois sur la même piste. Elle retrouve avant la fin de l'année civile son rythme de ses meilleures saisons (de 2017 à 2019) en réalisant ensuite une série de cinq victoires consécutives dans trois disciplines. Elle remporte pour commencer le Super-G de Saint-Moritz le 18 décembre, puis enchaîne par un triplé sur la piste Panorama de Semmering en s'imposant dans les deux géants.
puis en achevant l'année par un triomphe dans le slalom. La compétition reprend le 4 janvier 2023 à Zagreb pour un slalom où Mikaela Shiffrin l'emporte à nouveau, sa cinquante-et-unième victoire dans la discipline pour un total de 81 victoires en carrière qui la rapproche à un succès du record de sa compatriote Lindsey Vonn. Elle prend par la même occasion le large au classement général de la Coupe du monde avec une avance de 389 points sur Petra Vlhova. Enfin, le 8 janvier au lendemain de sa sixième place du premier slalom géant de Kranjska Gora, elle remporte le deuxième géant sur la piste Podkoren en signant le meilleur temps des deux manches, égalant du coup le record féminin de Lindsey Vonn.
Le mardi 24 janvier à Plan de Corones/Kronplatz, Mikaela Shiffrin bat avec panache le record féminin de victoires, remportant les deux manches du slalom géant disputé sur la piste Erta, sa dix-huitième victoire dans la discipline, mais surtout, la quatre-vingt-troisième de sa carrière, dépassant donc le total de sa compatriote Lindsey Vonn et continuant à s'approcher du record absolu d'Ingemar Stenmark  (86). Elle enregistre sa neuvième victoire de la saison, et s'empare du maillot rouge de leader de la discipline. Le lendemain, elle s'impose encore dans le deuxième géant disputé dans la station des Dolomites, ce qui porte son total à 84 victoires et à 19 dans la discipline, à un succès du total record de Vreni Schneider.
Le circuit féminin est à Špindlerův Mlýn pour deux slaloms les 28 et 29 janvier. La désormais recordwoman de victoires féminines remporte le premier en réalisant à nouveau le meilleur temps des deux manches pour sa onzième victoire de la saison et donc la quatre-vingt-cinquième . Lors du second slalom, leader après le premier acte, encore en tête au dernier intermédiaire sur le deuxième tracé, elle est finalement battue de 6/100e de seconde par Lena Dürr alors qu'elle était en piste pour égaliser le record de 86 victoires d'Ingemar Stenmark. La possibilité lui sera à nouveau offerte à partir de la fin du mois de février, après les championnats du monde à Courchevel/Méribel. En attendant, elle ne peut plus être rejointe en tête du classement slalom, et s'assure donc son septième petit globe de la spécialité, le premier depuis 2019.

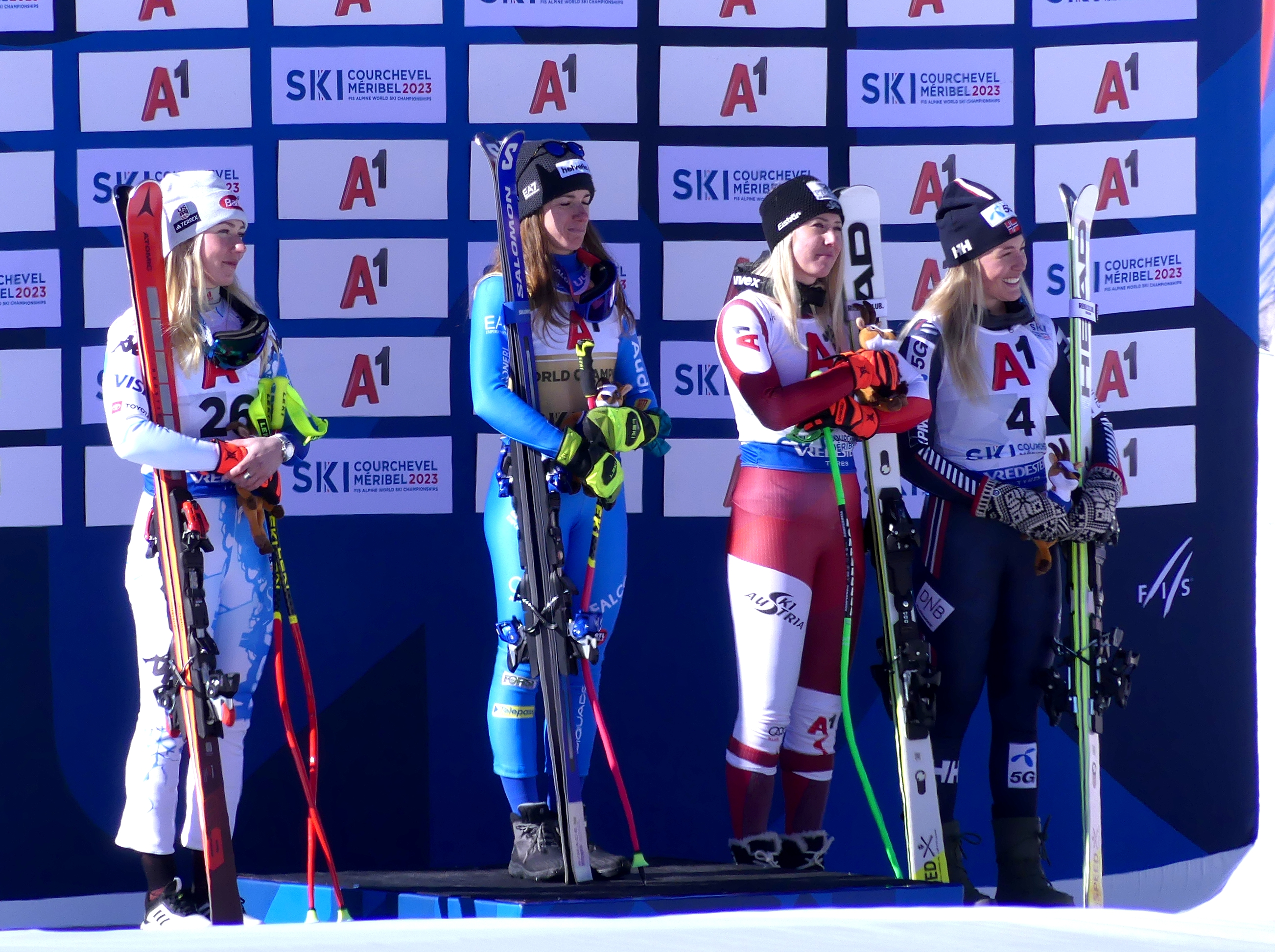
Mikaela Shiffrin (à gauche) sur le podium du Super G de Méribel en 2023.

À Méribel, sur la piste du Roc de Fer, Mikaela Shiffrin commence par enfourcher à trois portes de l'arrivée du combiné alpin, alors qu'elle défendait son titre et que le podium, si ce n'est l'or, lui semblait promis. Lors de ces Mondiaux 2023, elle prend ensuite la médaille d'argent du Super-G derrière Marta Bassino : elle aura ainsi visité toutes les marches du podium dans cette discipline en trois éditions successives des championnats du monde. Enfin, le 16 février, elle devient championne  du monde du slalom géant, le seul titre qui manquait encore à son palmarès, 38 ans après Diann Roffe, la dernière américaine championne du monde de la discipline. Il s'agit de sa septième médaille d'or et de la treizième en tout aux Mondiaux. Comme à chaque fois lors de cet hiver record, Shiffrin réalise le meilleur temps de la première manche, « referme le portillon » et l'emporte, cette fois pour 12/100e de seconde devant Federica Brignone alors que Tessa Worley, deuxième temps de la première manche et en course pour la victoire, chute à quelques portes du but lors de la deuxième manche. Le 18 février pour la dernière course féminine de ces Mondiaux, Mikaela Shiffrin est la grande favorite du slalom, et encore plus après la première manche, qu'elle domine avec 19/100 s d'avance sur Wendy Holdener et 61/100 s sur l'étonnante Laurence St-Germain. Dernière à s'élancer sur le deuxième tracé, alors que la skieuse canadienne est en tête après avoir réalisé le meilleur temps et que Holdener a enfourché, elle se retrouve en difficulté, multipliant les erreurs sans jamais trouver le rythme pour concéder 57/100 s à St-Germain sur la ligne d'arrivée, ce qui lui vaut une médaille d'argent. Il s'agit de sa quatorzième médaille aux Mondiaux, où depuis 2013, elle est toujours montée sur le podium du slalom : quatre fois en or, une fois en bronze et cette fois en argent.
Quand la Coupe du monde reprend, avec les épreuves de vitesse de Crans Montana (réduites à une seule descente en raison de la météo), Mikaela Shiffrin fait l'impasse. Elle revient le week-end des 3 et 4 mars à Kvitfjell pour écrire une nouvelle page de son histoire et de celle de son sport. Quatrième du Super-G, gagné par Cornelia Hütter puis le lendemain cinquième de la descente qui voit Kajsa Vickhoff Lie l'emporter, Mikaela Shiffrin s'assure définitivement son cinquième gros globe de cristal. Avec un total de 1 792 points et sept courses restant à disputer, elle ne peut plus être rejointe, sa plus proche poursuivante Lara Gut-Behrami cumulant 996 points, alors qu'un maximum de 700 points reste à prendre.
Le 10 mars à Åre, à l'endroit même où elle a signé son premier succès en Coupe du monde (un slalom) le 20 décembre 2012, et à trois jours de ses 28 ans, Mikaela Shiffrin égale le record absolu de 86 victoires en ski alpin qui était la propriété d'Ingemar Stenmark depuis 1989 et sa dernière victoire en slalom géant à Aspen. En remportant le géant, après avoir creusé de gros écarts en première manche, pour terminer devant Federica Brignone et Sara Hector, elle s'adjuge le petit globe de la discipline, seulement son deuxième après 2019. Elle parvient aussi à vingt victoires en slalom géant, dont six cette seule saison, ce qui lui permet d'égaler le plus grand nombre de victoires, que détenait seule Vreni Schneider. 24 heures plus tard, et comme cette saison à Semmering, elle réalise le doublé en signant sa cinquante-troisième victoire en slalom, et surtout la quatre-vingt-septième de sa carrière, pour devenir la seule détentrice du record de succès tous sexes confondus. Elle termine sa saison par une quatre-vingt-huitième victoire lors de l'ultime course de la saison, le slalom géant de Soldeu. Le vingt-et-unième succès de sa carrière en géant, record de Vreni Schneider dans la discipline battu et record de podiums de Lindsey Vonn amélioré (138). Ingemar Stenmark lui prédit plus de 100 victoires.

### 2023-2024: coup d'arrêt en janvier
Mikaela Shiffrin termine l'année 2023 par un doublé salom géant/slalom à Lienz les 28 et 29 décembre, et pour sa 56e victoire en slalom elle écrase la concurrence en gagnant les deux manches pour finir avec 2 secondes 34 centièmes d'avance sur sa plus proche poursuivante, Lena Dürr. Il s'agit de son 93e succès en Coupe du monde, s'étant imposée déjà cinq fois dans l'hiver, dont une victoire en descente à Saint-Moritz, compte 9 podiums, et totalise 900 points en tête du classement général, mettant respectivement des écarts de 263 et 328 points à Federica Brignone et Petra Vlhova, ce qui la met sur la route d'un sixième gros globe de cristal.
La skieuse américaine n'est pas en réussite à Kranjska Gora les 6 et 7 janvier où elle se classe 9e du slalom gréant gagné par Valérie Grenier et sort de la piste dans la première manche du slalom alors que Petra Vlhová s'impose, égalisant à trois victoires partout dans la discipline cet hiver. Elle fait ensuite l'impasse sur les trois épreuves de vitesse d'Altenmarkt-Zauchensee et se rend à l'hôpital de Berne pour venir au chevet de son compagnon Aleksander Aamodt Kilde, victime d'une chute à haute vitesse dans le mur d'arrivée de la descente de Wengen le 13 janvier. Elle retrouve la compétition lors de la « nocturne » de Flachau trois jours plus tard, pour y signer sa 57e victoire en slalom et la 94e de sa carrière, au terme d'un duel de haut vol avec sa grande rivale slovaque, battue de 27/100 s. Cette dernière chute et se blesse devant son public à Jasná dans la première manche du slalom géant disputé le 20 janvier, et doit ainsi mettre un terme à sa saison. La course est remportée par Sara Hector devant Mikaela Shiffrin, qui s'adjuge le lendemain sa 58e victoire en slalom, conservant sur la ligne d'arrivée une avance de 14/100 s sur Zrinka Ljutić.
Le 26 janvier, Mikaela Shiffrin prend part à la descente de Cortina d'Ampezzo. Sur le haut du parcours, elle est déséquilibrée à la réception d'un saut, chute et part à grande vitesse percuter les filets. Elle se relève en souffrant manifestement du genou gauche. Les examens ultérieurs ne relèvent aucune cassure ou déchirure, mais une entorse au ligament collatéral tibial de l'articulation du genou et une contusion osseuse. Le temps de récupération la voit manquer le slalom géant de Kronplatz puis le géant et le slalom de Soldeu les 10 et 11 février. La date de son retour sur les pistes n'est pas encore connue à ce point, alors que Lara Gut-Behrami la dépasse à la première place du classement général.
Elle reprend la compétition de façon tonitruante le 10 mars à Åre. La veille, elle avait décide de ne pas participer au slalom géant, et là, dans le slalom, elle gagne les deux manches et laisse sa plus proche rivale Zrinka Ljutić à 1 s 24  pour signer son 96e succès et s'assurer le petit globe de la discipline. Elle remporte aussi le dernier slalom de la saison à Saalbach et parvient à soixante succès dans cette seule discipline. Stoppant là sa saison, c'est-à-dire ne participant pas aux ultimes slalom géant, super-G et descente dans la station autrichienne, elle laisse Lara Gut-Behrami fêter son deuxième gros globe de cristal après celui de 2016.

### 2024-2025: nouveau coup d'arrêt avant la 100evictoire
Mikaela Shiffrin commence la saison en remportant deux slaloms coup sur coup, à Levi et à Gurgl si bien qu'elle parvient à 99 victoires en carrière.
Lors du slalom géant de Killington le 30 novembre, Mikaela Shiffrin prend la tête après la première manche, en route pour une possible 100e victoire. A mi-pente sur le deuxième tracé, alors qu'elle conserve de l'avance, elle part à la faute, chute, percute deux portes et s'écrase dans les filets. Si elle n'a rien de cassé, elle souffre d'une blessure à l'abdomen avec une plaie profonde du côté droit. À ce stade, la durée de son indisponibilité n'est pas connue.
Mikaela Shiffrin reprend la compétition dans le slalom de Courchevel le 30 janvier où elle se classe 10e. Lors des championnats du monde de Saalbach, elle choisit de ne pas disputer le slalom géant, ne dispute que le slalom (5e), et remporte le 11 février la médaille d'or de la nouvelle épreuve du combiné féminin par équipes (discipline qui sera au programme des Jeux olympiques d'hiver de 2026) avec sa compatriote championne du monde de descente Breezy Johnson. Il s'agit de son huitième titre aux Mondiaux et de sa quinzième médaille, ce qui lui permet d'égaler le vieux record de Christl Cranz.
Mikaela Shiffrin renoue avec le slalom géant à Sestrières, mais elle a largement perdu ses repères dans la discipline, si bien qu'elle se classe 25e du premier géant, et ne se qualifie pas pour la deuxième manche le lendemain, finissant 33e. Mais 24 heures plus tard, le 23 février, toujours à Sestrières elle retrouve toutes ses qualités en slalom et obtient finalement sa 100e victoire en Coupe du monde, la 63e dans la spécialité en reléguant Zrinka Ljutić à 61/100 de seconde. Elle égale par ailleurs le record de 155 podiums d'Ingemar Stenmark. Le 9 mars, après avoir signé le meilleur de la première manche du slalom disputé à Åre, elle se classe finalement troisième et bat le record de podiums (désormais 156).
Le jeudi 27 mars, Mikaela Schiffrin décroche sa 101e victoire en Coupe du monde en remportant le slalom des finales à Sun Valley (Idaho, Etats-Unis), devançant l’Allemande Lena Dürr (+ 1 sec 13) et la Slovène Andreja Slokar (+ 1 sec 14). 

## Vie privée
Entre le mois de mars 2017 et l'été 2019, Mikaela Shiffrin a été en couple avec le skieur français Mathieu Faivre,,.
En juin 2021, le skieur norvégien vainqueur de la Coupe du monde en 2020, Aleksander Aamodt Kilde, et Mikaela Shiffrin annoncent être en couple sur les réseaux sociaux,,. En avril 2024, ils se fiancent ; mais le mariage n'aura lieu que dans quelques années, lorsqu'ils se seront installés.

## Palmarès

### Jeux olympiques
| Édition / Épreuve   | Slalom géant | Slalom | Combiné alpin | Descente | Super-G |
| ------------------- | ------------ | ------ | ------------- | -------- | ------- |
| JO 2014 Sotchi      | 5e           | Or     | -             | -        | -       |
| JO 2018 Pyeongchang | Or           | 4e     | Argent        | -        | -       |
| JO 2022 Pékin       | DNF          | DNF    | DNF           | 18e      | 9e      |

### Championnats du monde
- En remportant son quatrième titre mondial du slalom à Åre en 2019, Mikaela Shiffrin est la première, tous sexes confondus, à remporter quatre titres consécutifs aux Mondiaux dans une discipline. En prenant la médaille de bronze en Super-G et en slalom, l'argent du géant, et l'or du combiné alpin lors des championnats du monde 2021, elle devient avec onze podiums dont six titres, la skieuse américaine la plus décorée tous sexes confondus aux Mondiaux. Son titre 2023 en slalom géant lui permet d'avoir remporté l'or dans quatre disciplines différentes. En remportant aux Mondiaux de Saalbach 2025 la première édition du combiné féminin par équipes en compagnie de Breezy Johnson, elle devient la deuxième athlète la plus médaillé avec 8 titres mondiaux derrière Christl Cranz (12). Elle totalise ainsi 15 médailles pour égaler le record de Christl Cranz.

| Édition / Épreuve                 | Slalom géant | Slalom | Super G | Combiné | Combiné par équipes |
| --------------------------------- | ------------ | ------ | ------- | ------- | ------------------- |
| Mondiaux 2013 Schladming          | 6e           | Or     | -       | -       | -                   |
| Mondiaux 2015 Vail - Beaver Creek | 8e           | Or     | -       | -       | -                   |
| Mondiaux 2017 Saint-Moritz        | Argent       | Or     | -       | -       | -                   |
| Mondiaux 2019 Åre                 | Bronze       | Or     | Or      | -       | -                   |
| Mondiaux 2021 Cortina d'Ampezzo   | Argent       | Bronze | Bronze  | Or      | -                   |
| Mondiaux 2023 Méribel/Courchevel  | Or           | Argent | Argent  | DSQ     | -                   |
| Mondiaux 2025 Saalbach            | -            | 5e     | -       | -       | Or                  |

### Coupe du monde
- 5 gros globes de cristal en 2017, 2018, 2019, 2022 et  2023
- 11 petits globes de cristal :
  - Vainqueur du classement du slalom en 2013, 2014, 2015, 2017, 2018, 2019, 2023 et 2024
  - Vainqueur du classement du géant en 2019 et 2023
  - Vainqueur du classement du Super-G en 2019
- 157 podiums dont 101 victoires (64 en slalom, 22 en géant, 4 en descente, 5 en Super-G, 1 en combiné, 5 en slalom parallèle dont 3 en City Event)

| Saison/Classement | Général | Général | Descente | Descente | Super G | Super G | Géant  | Géant  | Slalom | Slalom | Combiné | Combiné |
| Saison/Classement | Class.  | Points  | Class.   | Points   | Class.  | Points  | Class. | Points | Class. | Points | Class.  | Points  |
| ----------------- | ------- | ------- | -------- | -------- | ------- | ------- | ------ | ------ | ------ | ------ | ------- | ------- |
| 2011-2012         | 43e     | 168     | -        | -        | -       | -       | 49e    | 5      | 17e    | 163    | -       | -       |
| 2012-2013         | 5e      | 822     | -        | -        | -       | -       | 19e    | 134    | 1re    | 688    | -       | -       |
| 2013-2014         | 6e      | 895     | -        | -        | -       | -       | 7e     | 257    | 1re    | 638    | -       | -       |
| 2014-2015         | 4e      | 1 036   | -        | -        | -       | -       | 3e     | 357    | 1re    | 679    | -       | -       |
| 2015-2016         | 10e     | 648     | -        | -        | 39e     | 18      | 21e    | 98     | 4e     | 500    | 23e     | 32      |
| 2016-2017         | 1re     | 1 643   | 36e      | 33       | 24e     | 70      | 2e     | 600    | 1re    | 840    | 6e      | 100     |
| 2017-2018         | 1re     | 1 773   | 5e       | 256      | 28e     | 56      | 3e     | 481    | 1re    | 980    | -       | -       |
| 2018-2019         | 1re     | 2 204   | 25e      | 79       | 1re     | 350     | 1re    | 615    | 1re    | 1 160  | -       | -       |
| 2019-2020         | 2e      | 1 225   | 5e       | 256      | 7e      | 186     | 3e     | 314    | 2e     | 440    | -       | -       |
| 2020-2021         | 4e      | 1 075   | -        | -        | -       | -       | 2e     | 420    | 2e     | 655    | -       | -       |
| 2021-2022         | 1re     | 1 493   | 26e      | 105      | 3e      | 380     | 3e     | 507    | 2e     | 501    | -       | -       |
| 2022-2023         | 1re     | 2 206   | 12e      | 221      | 7e      | 240     | 1re    | 800    | 1re    | 945    | -       | -       |
| 2023-2024         | 3e      | 1 409   | 22e      | 100      | 29e     | 50      | 5e     | 429    | 1re    | 830    | -       | -       |
| 2024-2025         | 16e     | 537     | -        | -        | -       | -       | 30e    | 51     | 4e     | 486    | -       | -       |

| Saison / Épreuve | Slalom                                                                     | Géant                                                          | Super-G                                    | Descente           | Combiné       | City Event | Slalom parallèle | Total |
| ---------------- | -------------------------------------------------------------------------- | -------------------------------------------------------------- | ------------------------------------------ | ------------------ | ------------- | ---------- | ---------------- | ----- |
| 2012-2013        | Åre Zagreb Flachau Lenzerheide                                             |                                                                |                                            |                    |               |            |                  | 4     |
| 2013-2014        | Levi Bormio Flachau Åre Lenzerheide                                        |                                                                |                                            |                    |               |            |                  | 5     |
| 2014-2015        | Kühtai Zagreb Maribor Åre Méribel                                          | Sölden                                                         |                                            |                    |               |            |                  | 6     |
| 2015-2016        | Aspen (× 2) Crans-Montana Jasna Saint-Moritz                               |                                                                |                                            |                    |               |            |                  | 5     |
| 2016-2017        | Levi Killington Sestrières Semmering Maribor Squaw Valley                  | Semmering (× 2) Squaw Valley                                   |                                            |                    | Crans-Montana | Stockholm  |                  | 11    |
| 2017-2018        | Killington Lienz Zagreb Kranjska Gora Flachau Ofterschwang Åre             | Courchevel Kranjska Gora                                       |                                            | Lake Louise        |               | Oslo       | Courchevel       | 12    |
| 2018-2019        | Levi Killington Courchevel Semmering Zagreb Maribor Špindlerův Mlýn Soldeu | Courchevel Plan de Corones Maribor Soldeu                      | Lake Louise Saint-Moritz Cortina d'Ampezzo |                    |               | Stockholm  | Saint-Moritz     | 17    |
| 2019-2020        | Levi Killington Lienz                                                      | Lienz                                                          | Bansko                                     | Bansko             |               |            |                  | 6     |
| 2020-2021        | Flachau Jasna                                                              | Courchevel                                                     |                                            |                    |               |            |                  | 3     |
| 2021-2022        | Killington Schladming                                                      | Sölden Courchevel                                              |                                            | Courchevel/Méribel |               |            |                  | 5     |
| 2022-2023        | Levi (x 2) Semmering Zagreb Špindlerův Mlýn Åre                            | Semmering (x 2) Kranjska Gora Plan de Corones (x 2) Åre Soldeu | Saint-Moritz                               |                    |               |            |                  | 14    |
| 2023-2024        | Levi Killington Lienz Flachau Jasná Åre Saalbach                           | Lienz                                                          |                                            | Saint-Moritz       |               |            |                  | 9     |
| 2024-2025        | Levi Gurgl Sestrières Sun Valley                                           |                                                                |                                            |                    |               |            |                  | 4     |
| Total            | 64                                                                         | 22                                                             | 5                                          | 4                  | 1             | 3          | 2                | 101   |

#### Records détenus et approchés en coupe du monde
- records battus :
  - nombre de victoires au classement du slalom avec 8 petits globes, devant Vreni Schneider (6 globes) ;
  - nombre de victoires en coupe du monde tous sexes confondus, avec 101 épreuves remportées, devant Ingemar Stenmark  (86 victoires) chez les hommes et Lindsey Vonn (82 victoires) chez les femmes ;
  - nombre de victoires dans une discipline, tous sexes confondus, avec 64 épreuves remportées en slalom, devant  Ingemar Stenmark (46 victoires en slalom géant) chez les hommes et Lindsey Vonn (43 victoires en descente);
  - nombre de victoires en slalom, tous sexes confondus, avec 64 épreuves remportées, devant Ingemar Stenmark (40 victoires) chez les hommes et Marlies Schild (35 victoires) chez les femmes ;
  - nombre de victoires en slalom géant, avec 22 épreuves remportées devant Vreni Schneider (20) ;
  - nombre de podiums en coupe du monde tous sexes confondus avec 157 podiums devant Ingemar Stenmark (155) ;
  - nombre de podiums en coupe du monde avec 157 podiums devant Lindsey Vonn (138) ;
  - nombre de podiums en slalom avec 89 podiums devant Marlies Schild (56 podiums) ;
  - nombre de victoires dans une saison, tous sexes confondus, avec 17 courses remportées en 2018-2019 devant Vreni Schneider (14 victoires en 1988-1989) ;
  - moyenne de points sur les courses disputées dans un hiver avec 85 points de moyenne en 2018-2019 ;
  - série record hommes et femmes confondus de 15 podiums consécutifs en slalom.

- records égalés :
  - nombre de globes de cristal gagnés dans une saison (2018-2019) avec 4 globes comme Lindsey Vonn en 2010 et en 2012 ;

- records approchés :
  - 2e au nombre de victoires au classement général de la Coupe du monde avec 5 gros globes, derrière Annemarie Moser-Pröll (6 globes) ;
  - 2e au nombre de victoires consécutives au classement général de la coupe du monde avec 3 gros globes, derrière Annemarie Moser-Pröll (5 fois à la suite, de 1971 à 1975) et ex-æquo avec Petra Kronberger (1990-1992) et Lindsey Vonn (2008-2010) ;
  - 2e au nombre de victoires consécutives au classement du slalom avec 3 petits globes consécutifs (réalisé à 2 reprises), derrière Vreni Schneider (4 fois).
  - 2e au nombre de points au classement général avec 2206 (saison 2022-2023) derrière Tina Maze 2414 (saison 2012-2013)

### Championnats du monde juniors
| Édition / Épreuve           | Slalom géant | Slalom  |
| --------------------------- | ------------ | ------- |
| Mondiaux 2011 Crans-Montana | -            | 20e     |
| Mondiaux 2012 Roccaraso     | Bronze       | Abandon |